# Matei Alexescu
Matei Alexescu (n. 1929 - d. 1993)  a fost un astronom român care s-a ocupat în principal cu popularizarea astronomiei.  A fost director al Observatorului Urseanu din București (în perioada 1957-1968) și fondator al Planetariului din Bacău.
A scris mai multe cărți și a organizat conferințe despre astronomia practică, fiind membru al câtorva asociații internaționale.
Societatea Astronomică Franceză i-a oferit o medalie pentru observațiile sale astronomice deosebite. 
A scris 16 cărți de popularizare a astronomiei, ca de exemplu Laboratorul Astrofizicianului Amator, Cerul, o carte pentru toți sau Invitație la planetariu. 
Asteroidul (263516) Alexescu îi poartă numele.